# Božena
Božena  è un nome proprio di persona slavo femminile, in particolare ceco, slovacco, sloveno, croato e serbo.

## Varianti
- Croato
  - Alterati: Božica[1]

### Varianti in altre lingue
- Polacco: Bożena[1]

## Origine e diffusione
Si basa sul termine slavo bozy, che vuol dire "divino", da cui deriva anche il nome Božidar; ha quindi significato analogo a Diva, Åsa e Tea.

## Onomastico

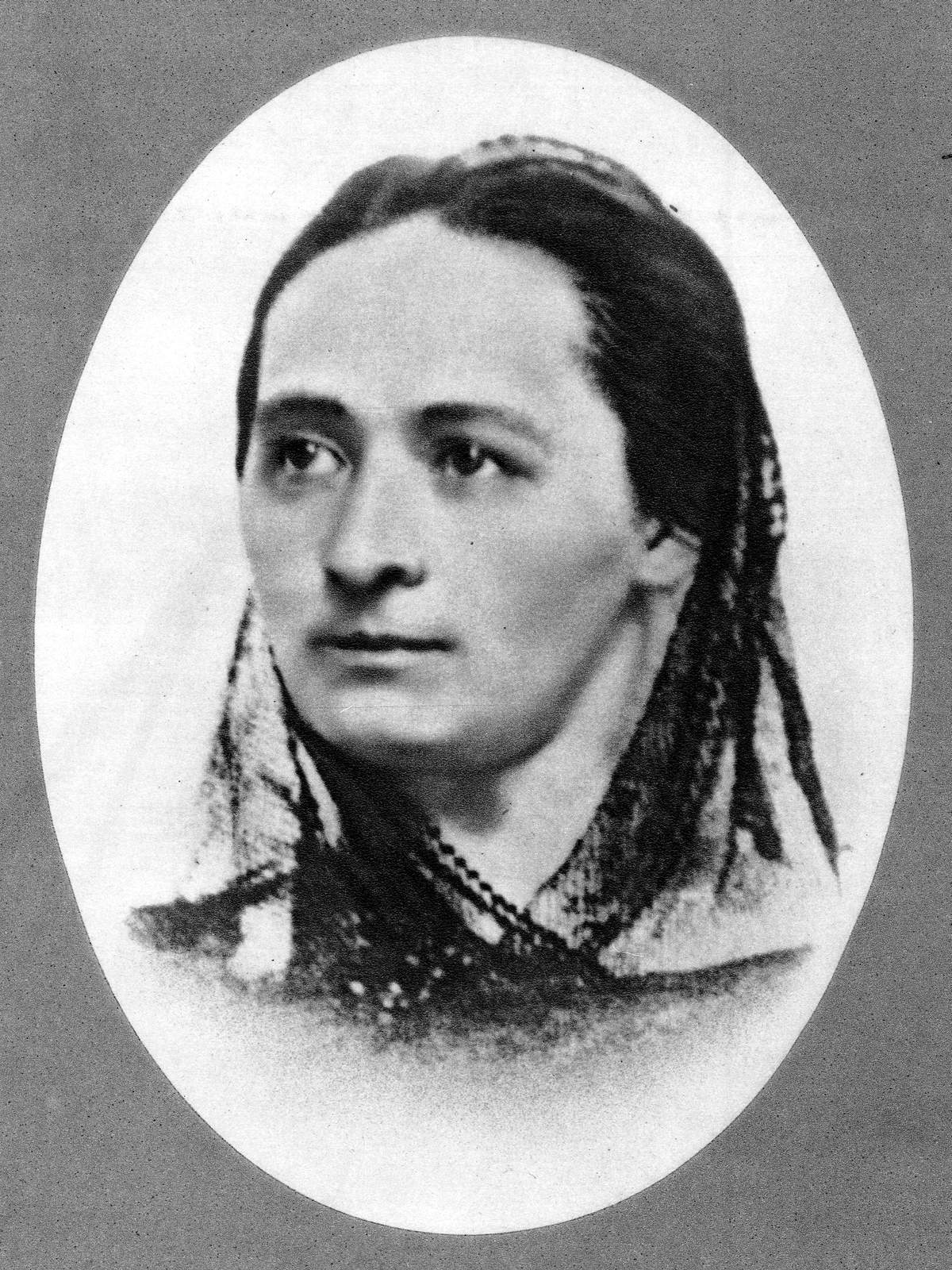
Božena Němcová

Il nome è adespota, ovvero non è portato da alcuna santa. L'onomastico ricade dunque il 1º novembre, giorno di Ognissanti.

## Persone
- Božena Erceg, cestista croata
- Božena Miklošovičová, cestista cecoslovacca
- Božena Němcová, scrittrice ceca

### Variante Bożena
- Bożena Fedorczyk, attrice polacca